# 句容市人民医院
句容市人民医院，是中华人民共和国江苏省的一所医院，为二级甲等医院，位于句容市华阳镇西大街60号。

## 沿革
1995年8月16日镇江市政府召开了全市创建爱婴医院工作会议，句容市人民医院被确定为第二批创建单位。1995年12月，经江苏省教委和南京医科大学审核，确定其为南京医科大学的教学医院。